# 周髀算経
『周髀算経』（しゅうひさんけい）は、古代中国の数学書。九章算術とともに中国最古の数学書の1つとされている。本来は単に『周髀』（しゅうひ）と称されており、蓋天説（周髀説）を説明するために編纂された天文学のテキストと考えられる。数学以上に中国の暦学・天文学の発展に対して貢献するところが大きかった。
成立時期は不明であるが、『呂氏春秋』からの引用と考えられる箇所があることから戦国時代末期から前漢にかけての著作とされ、蓋天説が発生した紀元前2世紀前後の著作と考えられている。
冒頭に周の周公旦と大夫・数学者の商高の会話が掲げられて数学と暦の重要性が説かれ、続いて数学・暦学・天文学に必要な知識が述べられている。数学としては円周率が3.14に近しいこと、ピタゴラスの定理やユークリッド幾何学に含まれる内容などが書かれている、多くは天文のために必要な計算を扱っている。
古来より暦学の基本書として重んじられる一方で難解であるとして多くの注釈が加えられ、後漢・呉の趙嬰（趙君卿）・北周の甄鸞・唐の李淳風による注が知られている。特に李淳風はこの書の数学書としての価値を高く評価して「算経十書」に加えた。『周髀算経』という書名が用いられるようになったのはこれ以後と考えられている。日本にも遣唐使を通じて伝来し、算道・暦道では教科書として用いられた。その後、北宋の元豊年間には刊本が出され、明以後には多くの叢書に採録され、中国の数学・暦学における古典として重んじられた。